# Горки (Дмитриевское сельское поселение)
Горки — деревня в составе Дмитриевского сельского поселения Галичского района Костромской области России.

## География
Деревня расположена у автодороги Россолово-Галич, недалеко от главного хода Транссибирской магистрали.

## История
Согласно Спискам населённых мест Российской империи в 1872 году деревня относилась к 1 стану Галичского уезда Костромской губернии. В ней числилось 8 дворов, проживало 23 мужчины и 29 женщин.
Согласно переписи населения 1897 года в деревне проживало 24 человека (9 мужчин и 15 женщин).
Согласно Списку населённых мест Костромской губернии в 1907 году деревня относилась к Ногатинской волости Галичского уезда Костромской губернии. По сведениям волостного правления за 1907 год в деревне числилось 7 крестьянских дворов и 20 жителей. Основным занятиям жителей деревни были малярные работы
До 2010 года деревня относилась к Челменскому сельскому поселению.

## Население
| 2008 | 2010 | 2012 | 2014 |
| ---- | ---- | ---- | ---- |
| 1    | ↘0   | ↗2   | ↘1   |